# Kompressionsstrumpor
För det feministiska nätverket, se Stödstrumporna

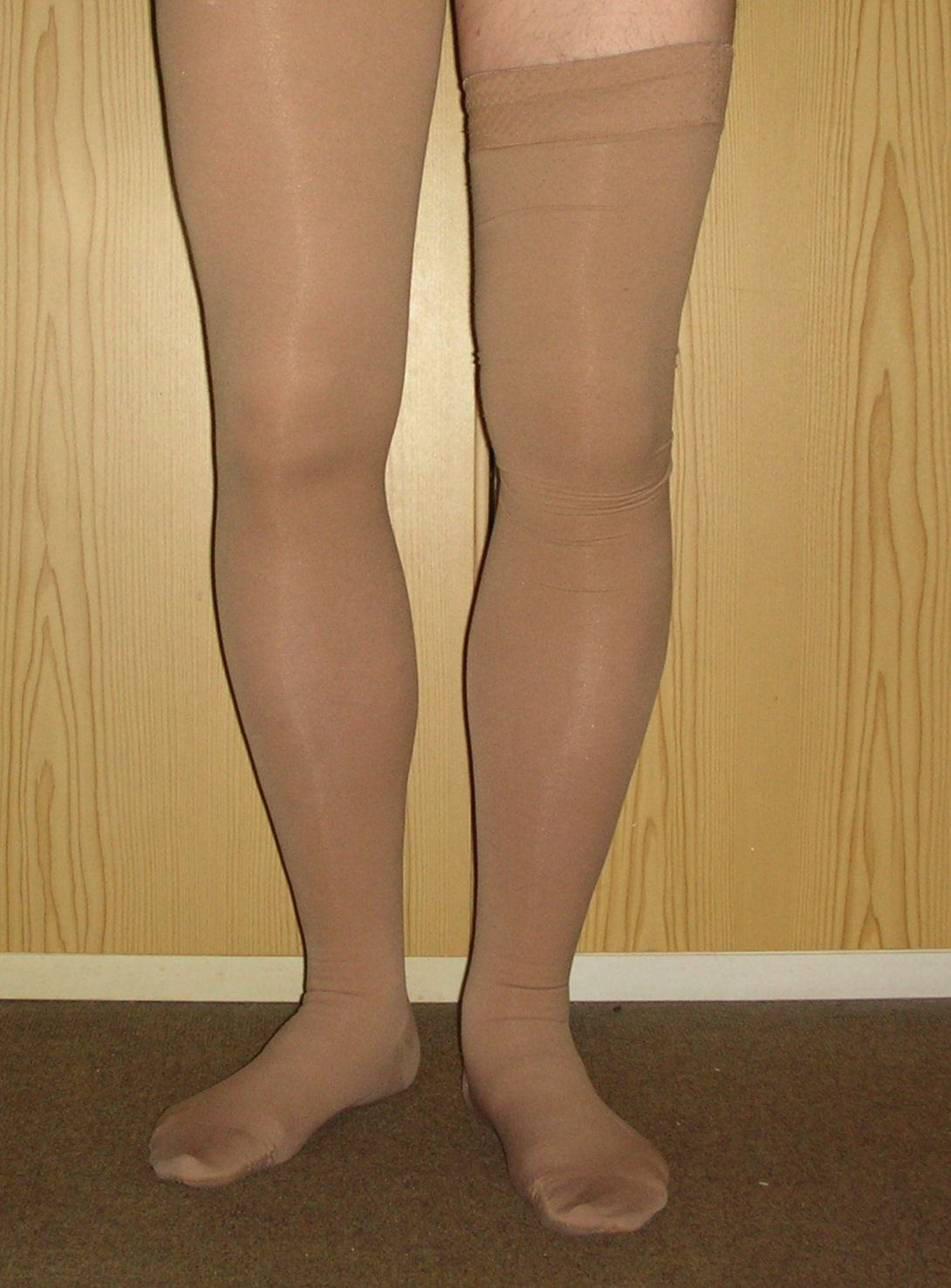
Kompressionsstrumpor

Kompressionsstrumpor är strumpor som används för behandling, eller förebyggande av vissa sjukdomar. Kompressionsstrumpor är ett medicinskt hjälpmedel som föreskrivs av läkare, till skillnad från så kallade stödstrumpor eller antitrombosstrumpor som kan köpas på apotek eller sjukvårdsaffär.
Kompressionsstrumpor är så konstruerade att de stramar åt mest i vristen, med gradvis minskande tryck uppåt benen.  Blodets återflöde sker genom venerna med hjälp av muskelpumparna i vadmusklerna. Under längre perioder av inaktivitet, till exempel före, under och efter en operation, försämras blodets återflöde och risken för blodpropp ökar. 
Kompressionsstrumpor stimulerar vadmuskelpumpens arbete i benet, och ökar det venösa flödet och minskar därmed svullnad i vävnaderna. Trycket medför även att venernas diameter minskar vilket ökar blodets flödeshastighet.
För att välja storlek på kompressionsstrumpor utgår man från ett antal omfångs- och längdmått vid olika punkter längs benet. Enligt RAL-standard för medicinska kompressionsstrumpor krävs följande mått:
cA är omkretsen runt tåbasen
cY är omkretsen från hälen via fotvecket
cB är omkrets kring ankeln/vristen (smalaste området)
cB1 är omkretsen där vadmuskeln börjar
cC är omkrets kring vaden (bredaste området)
cD är omkrets cirka 2 cm under knävecket.
Längdmåtten tas från golvet upp till respektive mätpunkt.
Ovanstående mått tas vid utprovning av knähöga kompressionstrumpor. Det är viktigt att måtten stämmer så att kompressionsstrumpan varken hindrar blodflödet eller ger en otillräcklig kompression. I de fall måtten inte passar in på någon standardstorlek finns oftast möjlighet att måttillverka kompressionsstrumporna exakt efter tagna mått. Stödstrumpor ger, till skillnad från kompressionsstrumpor, ett visst tryck men har ingen avtagande tryckgradient längs benet, och storleken bestäms oftast endast utifrån skostorlek. Stödstrumpor kan ej måttillverkas.
Lindning med elastiska bindor (vilket utförs av en sjuksköterska, sjukgymnast eller undersköterska) är ett alternativ till kompressionsstrumpor.

## Kompressionsklasser
Strumporna delas enligt europeisk standard in i olika kompressionsklasser efter strumpans tryck vid ankeln. Trycket i strumporna anges i mmHg.

### Klass I
Klass I kompressionsstrumpor ger lätt kompression (15–21 mmHg). De används vid trötthetssymtom i benen, liten svullnad, tidig venös insufficiens, mindre varicer utan ödem, trombosprofylax i samband med operation, längre flygresor m.m.

### Klass II
Klass II ger normal kompression (23–32 mmHg), och används vid svåra trötthetssymtom i benen, venösa bensår, kronisk venös insufficiens, efter operation av varicer, lymfödembehandling, långtidsbehandling av trombos m.m.

### Klass III och IV
Klass III (34–46 mm Hg) och IV (mer än 49 mmHg) ger hård och extra hård kompression. De används vid svårare tillstånd. Dessa strumpor kan behöva måttbeställas, och mätning görs av sjukgymnast eller sjuksköterska.

## Två typer av kompressionsstrumpor
Det finns två typer av medicinska kompressionsstrumpor: rundstickade respektive flatstickade kompressionsstrumpor. 

### Rundstickade kompressionsstrumpor
Rundstickade kompressionsstrumpor stickas i en cylinderformad stickmaskin. De är högelastiska och orkar därför inte hålla emot vid muskelexpansion varför de lämpar sig utmärkt vid mer ytliga diagnoser, exempelvis venös insufficiens. Rundstickade kompressionsstrumpor finns enligt RAL-standard i sju storlekar, var och en i två längder. De kan i många fall måttillverkas och är tillgängliga i KKL 1–3.

### Flatstickade kompressionsstrumpor
Flatstickade kompressionsstrumpor stickas som ett platt tygstycke med millimeterprecision, i princip alltid efter brukarens mått, som sedan sys ihop. Flatstickade kompressionsstrumpor har därför en genomgående söm på baksida. Dessa material är lågelastiska och klarar att hålla emot även vid muskelexpansion vilket tvingar expansionen att ske in i vävnaden vilket ger en djupgående effekt, mycket lämpligt vid exempelvis lymfödem. Flatstickad kompression finns för ben och arm och måttillverkas oavsett brukarens individuella behov och anatomi.